# Петерсен, Евгений
Евгений Петерсен (нем. Eugen Adolf Hermann Petersen; 16 августа 1836, Хайлигенхафен — 14 декабря 1919, Гамбург) — секретарь Германского археологического института. Автор множества статей и монографий по археологии, эпиграфике и истории искусства на итальянском и немецком языках.

## Биография
Родился в Гольштейн-Глюкштадте. Учился в Кильском университете, затем в Боннском университете, где написал докторскую диссертацию. Вернувшись в 1859 году Киль он защитил её. В 1862 году Петерсен был хабилитирован в Университете Эрлангена и получил звание приват-доцента.
В 1873 году он был назначен профессором древней классической филологии и археологии в Дерптском университете. В 1879 году он сменил Отто Бенндорфа, став профессором археологии в Пражского университета.
В 1882—1885 годах, вместе с Бенндорфом, Лушаном, Лянцкоронским и другими, он участвовал в археологических исследованиях в Малой Азии. В 1886 году был избран секретарём Германского археологического института, а в следующем году сменил Генцена в Германском археологическом институте в Риме.

### Основные труды
- «Städte Pamphyliens und Pisidiens» (Вена, 1891, в сотрудничестве с Lanckoronski и Niemann)
- «Die Marcus-Säule auf Piazza Colonna in Rom» (Мюнхен, 1896; в сотрудничестве с A. v. Domaszewski и Guil. Calderini)